# Vincenc Havel

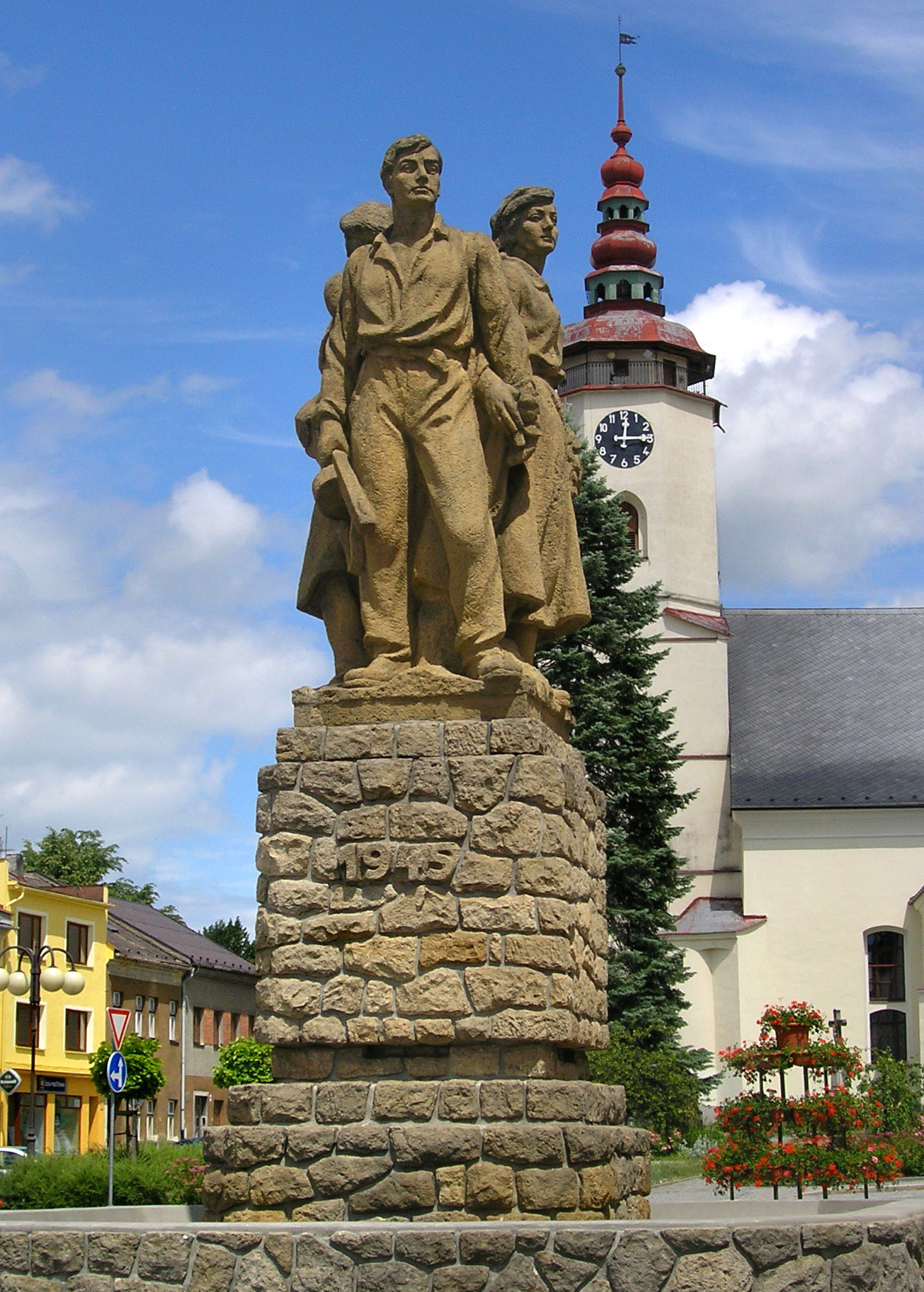
Památník osvobození v Bílovci

Vincenc Havel (5. dubna 1906 Křtiny – 23. února 1992 Hradec nad Moravicí) byl český malíř a sochař, představitel figurálního realismu.

## Životopis
Vincenc Havel se narodil do rodiny malíře pokojů Jaromíra Havla (* 15. ledna 1874) a jeho ženy Karoliny (* 22. ledna 1883). Mezi lety 1923–1927 studoval na Vysoké škole uměleckoprůmyslové škole v Praze v atelieru Josefa Mařatky a Karla Štipla obor sochařství. Po ukončení studia odjel na studijní cestu do Itálie. V roce 1928 nastoupil vojenskou službu v Opavě. Mezi lety 1938–1945 žil a pracoval v Brně. Po skončení druhé světové války se vrátil do Opavy. V roce 1947 se přestěhoval do Hradce nad Moravicí, kde žil až do konce svého života. Od roku 1948 pravidelně dojížděl do pískovcového lomu v Podhorním Újezdu. Místní pískovec patřil k jeho oblíbeným materiálům.
Hrál na housle a violoncello a také  vyučoval hru na klavír. Za „výzdobu“ Opavy získal v roce 1963 Čestné uznání.
Jeho dílo je zastoupeno ve sbírkách Galerie výtvarného umění v Ostravě, Slezského zemského muzea, na zámku Hradec nad Moravicí nebo v Městské galerii v Hradec nad Moravicí.
V rámci cyklu Soukromé století natočila České televize s použitím materiálu z rodinného archivu dokument Sousoší dědečka Vindy (režisér Jan Šikl, 2007).
Jeho dcera Věra Šimková Codrová (2. května 1939 – 17. prosince 1986) byla výtvarnice.

### Tvorba

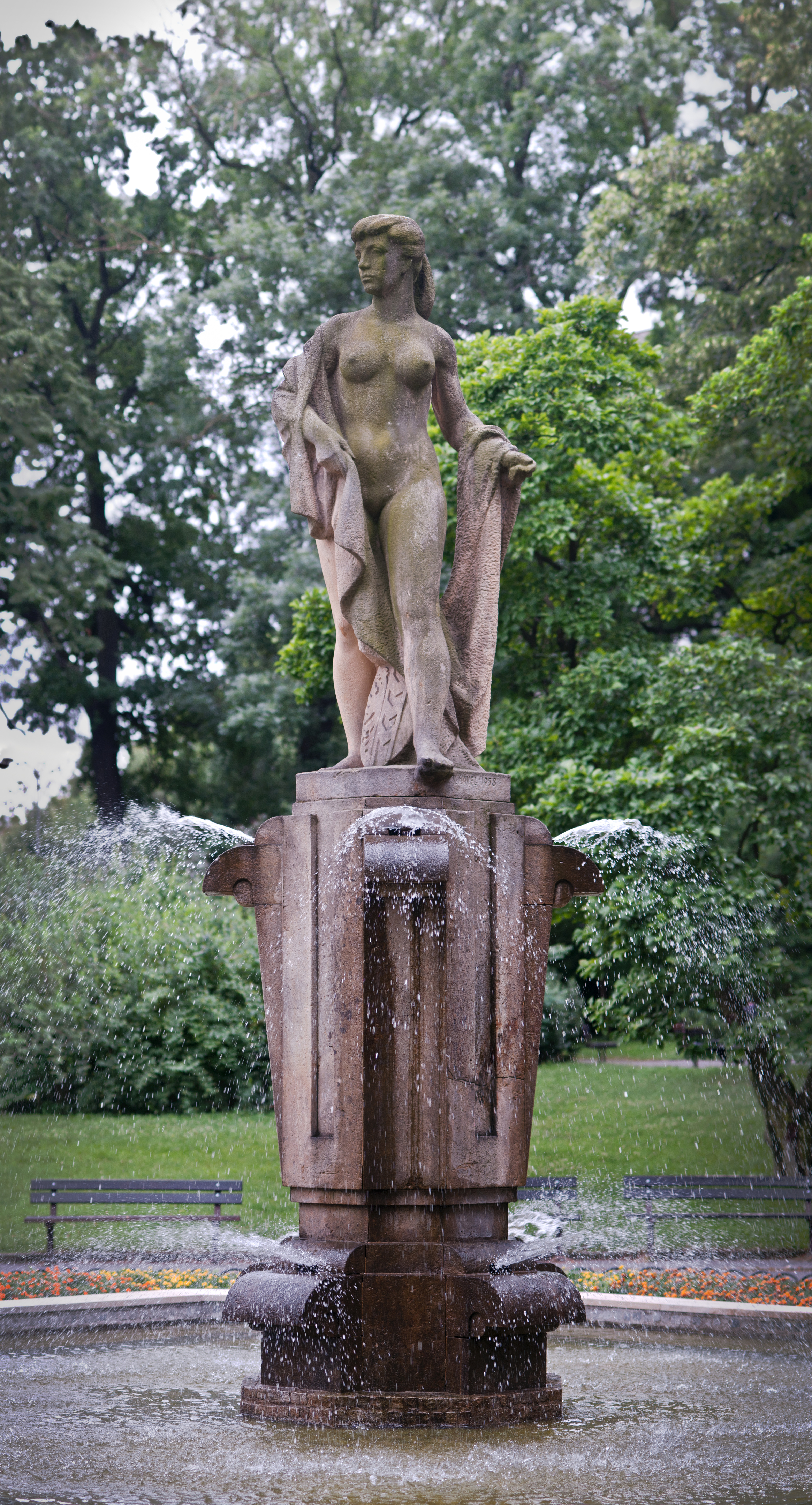
Znovuzrozená Opava

V počátcích své tvorby byl ovlivněn českým sochařstvím třicátých let 20. století a tvořil především oficiální i soukromé portréty, které zobrazoval na plastikách, plaketách nebo  bustách. Svoje díla také podepisoval českým ekvivalentem svého jména – Čeněk. Tak je například  signovaná bronzová plastika Tomáše Garriqua Masaryka na Slezské univerzitě v Opavě (1934), busta Rudolfa Gudricha na jeho hrobě, nebo pískovcový pomník padlým v první světové válce v Kylešovicích. Během druhé světové války se věnoval kresbě pastelem a olejem. Kreslil manželku Marii, dceru Věru a pohledy na obec Křtiny. V tomto období vytvořil plastiky houslisty Jaroslava Štěpánka nebo lékaře Vladimíra Kubeše (1878–1941) pro brněnský hřbitov.
Jeho láska k hudbě ho přivedla k tvorbě pamětní desky Ference Liszta na zámku v Hradci nad Moravicí nebo soše Bedřicha Smetany v Krnově. Věnoval se i postavám kulturní historie (pomník a pamětní deska Františka Palackého ve Fulneku a Hodslavicích, plaketa básníka Petra Bezruče pro Branecké železárny, pamětní deska Vincence Praska v  Milostovicích.
Tvorba padesátých let byla ovlivněna socialistickým realismem. Vytvořil mimo jiné sgrafita pro bytové domy v Opavě a Bílovci a pro školy v Karviné a Horní Suché, reliéfy a sousoší pro přestavbu Slezského divadla Opava (1948–1951) nebo v roce 1952 Památník osvobození v Bílovci. Další díla prezentovala návrat k formám meziválečného sochařství jako socha Nová Opava pro fontánu v opavských sadech Svobody (1956–1958), socha Ludwig van Beethoven v Teplicích (1965) a ve Varnsdorfu (1968).

Koncem padesátých let 20. století se jeho tvorba oprostila od vlivu socialistického realismu. Začal využívat moderní lyrické tvary, většinou postavy žen. Ženská postava představovala v umělcově podání například Ráno, Jaro, Tanečnici, Myšlenku, Zemi nebo Odpočinek v Havířově.

#### Výběr z díla
- 1954 busta pro památník Ludwig van Beethoven, Hradec nad Moravicí
- 1955  socha Klementa Gottwalda, Opava[8]
- 1956 socha Klementa Gottwalda, Dědice[9]
- 1957 busta pro památník František Palacký, Hodslavice a Fulnek
- 1957 Pomník Bedřicha Smetany, Krnov
- 1966 plastika Rozmar, hotel Atom, Ostrava
- 1969 fontána s plastikou Žena a muž, Ostrava
- 1969 socha Matka, Opava[10]
- 1969–1971 sochy Žal a Zamyšlená pro lázeňský park, Teplice nad Bečvou
- 1975 Torzo pro obřadní síň, Hlučín[3]

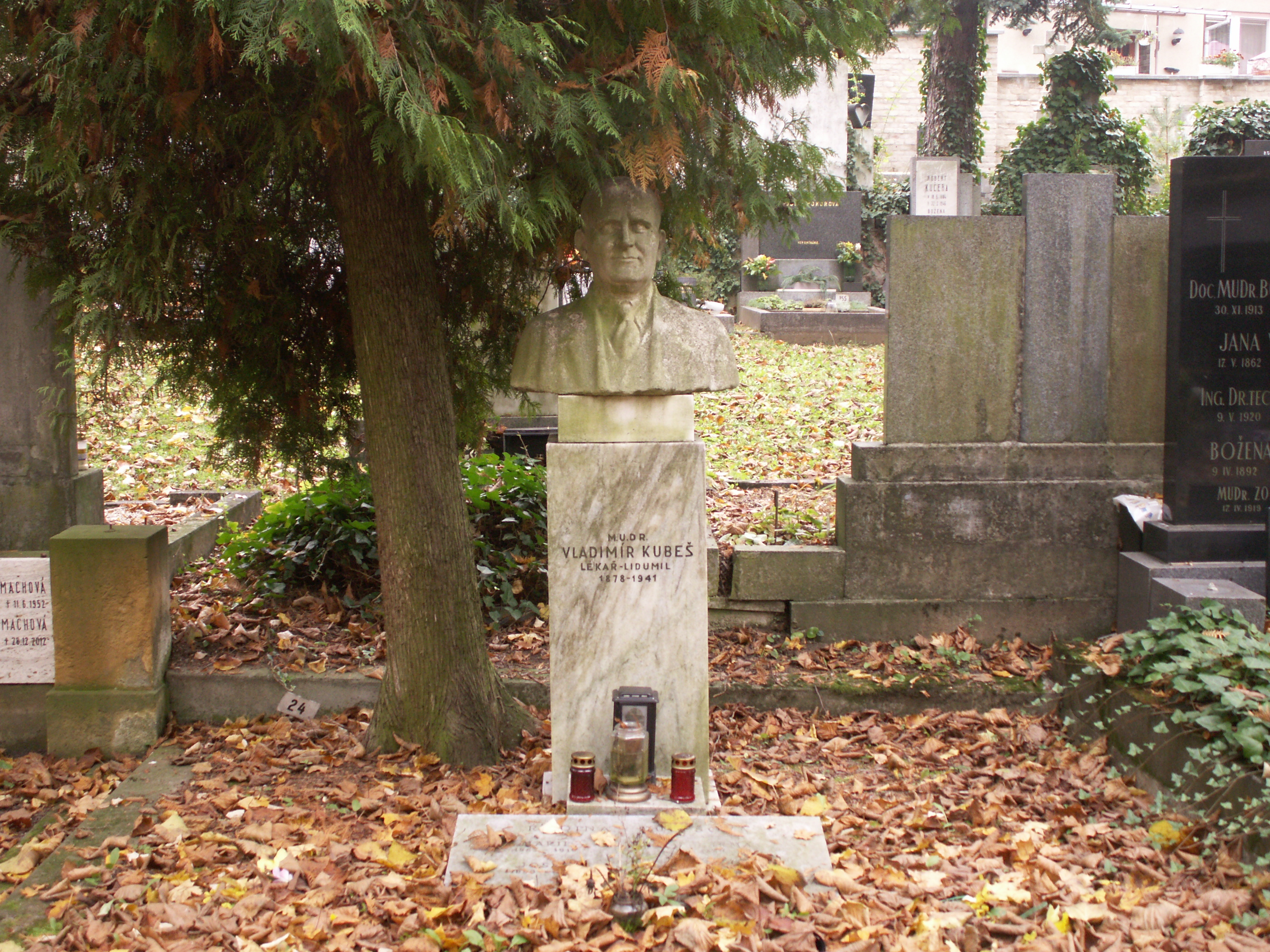
busta Vladimíra Kubeše, hřbitov Brno-Královo Pole

### Členství v organizacích
Byl členem Klubu výtvarných umělců Aleš v Brně (1938–1945), od roku 1945 členem Sdružení umělců slezských v Opavě, od roku 1963 členem tvůrčí skupiny Bezruč v Opavě a od roku 1950 ve Svazu výtvarných umělců v Praze.